# Extinção do Permiano-Triássico

Diagrama do impacto das extinções, com o pico máximo na extinção P–Tr.

A extinção do Permiano-Triássico ou extinção Permo-Triássica (P–Tr ou P–T), também conhecida informalmente como Great Dying (em português: Grande Morte), foi uma extinção em massa ocorrida por volta de 252 milhões de anos atrás, determinando a passagem do período Permiano para o Triássico, bem como a fronteira entre as eras Paleozoica e Mesozoica.

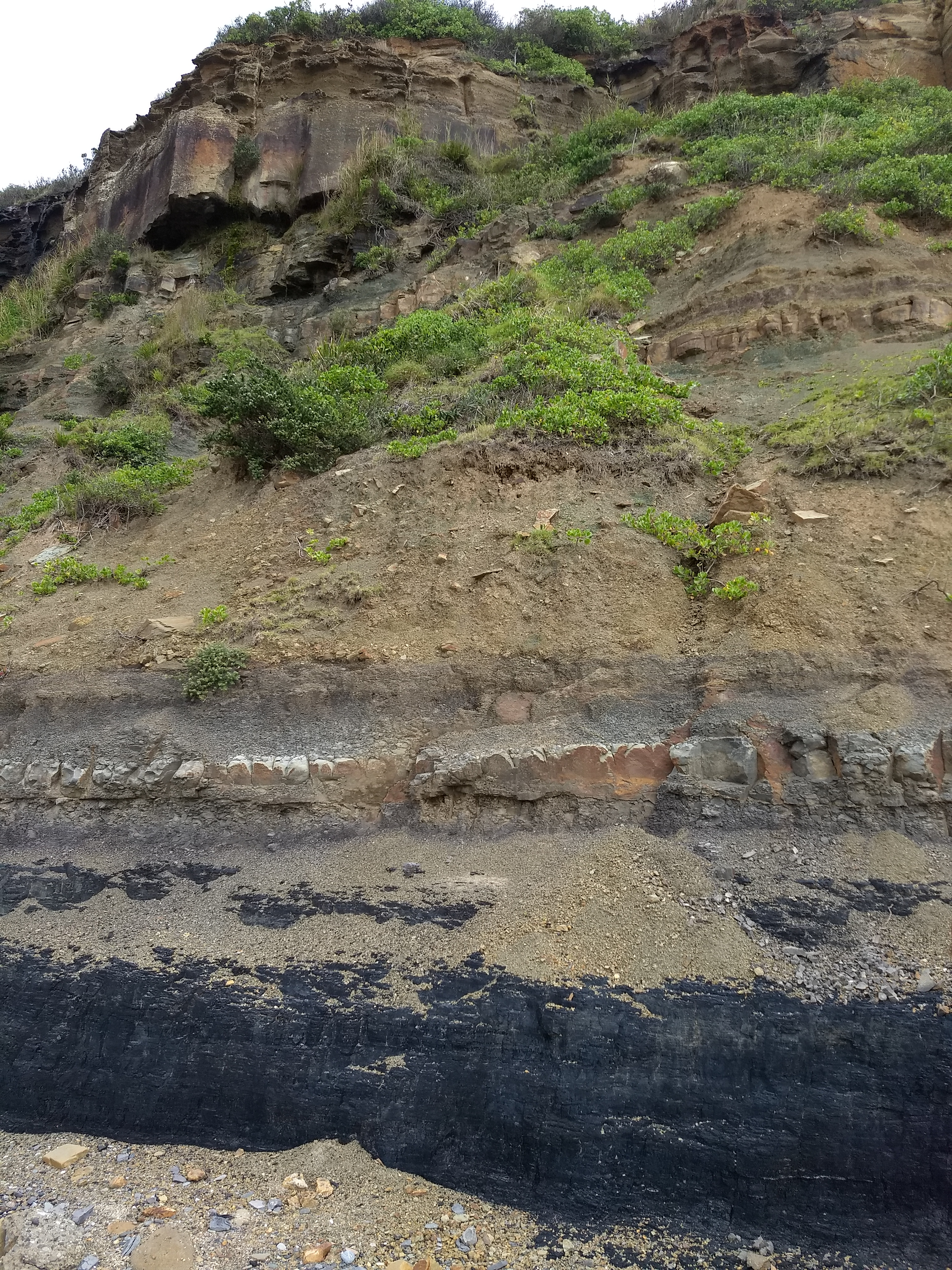
Fronteira Permo–Triássica em Frazer Beach na Nova Gales do Sul, Austrália, com o horizonte de extinção do Permiano Final localizado logo acima da camada de carvão

Este evento é a extinção em massa de maiores proporções que já ocorreu na Terra, resultando no desaparecimento de 95% das espécies marinhas e 70% das espécies terrestres. Os dados estimam que 57% das famílias e 85% dos gêneros foram ceifados. Tornou-se também o único evento de extinção em massa de insetos conhecido. Por causa de seu impacto, foi descrita como a "mãe de todas as extinções em massa".
A extinção também se tornou a mais lenta para a recuperação da biodiversidade, estimando dez milhões de anos em comparação com outras extinções em massa. Apesar disso, um estudo realizando em Idaho demonstrou que a vida marinha se recuperou com uma relativa rapidez, por volta de dois milhões de anos. As evidências indicam que a extinção ocorreu em três fases distintas, sendo a primeira ocasionada por prováveis mudanças climáticas graduais, tais como: mudança do nível do mar, eventos anóxicos, com possível liberação de H2S tóxico das profundezas oceânicas devido ao aquecimento global — causado por uma liberação massiva de CO2 na atmosfera — além do aumento de períodos de seca. Enquanto as fases posteriores ocorrerem em eventos catastróficos, algumas hipóteses de causas são quedas de meteoroides, massivas erupções vulcânicas (como trapps siberianos), e mudanças climáticas baseadas nas teorias de arma de clatratos e das arqueas metanogênicas.